# Еврейский комитет (1806—1809)
Еврейский комитет 1806 года — учреждение в Российской империи, состоящее из высших представителей российской власти, созывавшиеся с целью пересмотра законов о евреях, пришедшее на смену предыдущему Еврейскому комитету, который на момент закрытия практически бездействовал.

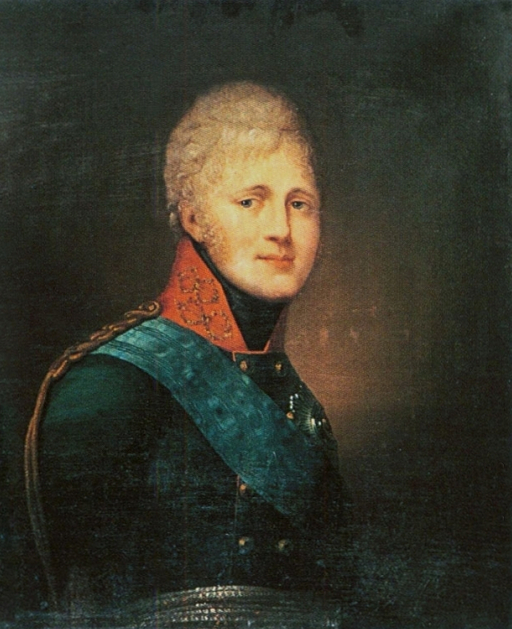
Александр I — основатель ЕК
(художник Ф. И. Яненко)

Комитет был созван 24 августа (5 сентября) 1806 года в связи с требованием «Положения о евреях 1804 года» о выселении евреев из российских сёл и деревень. В исторической литературе также упоминается как «Второй еврейский комитет». Государь Александр I «повелел по случаю того, что Бонапарт созвал в Париже собрание представителей евреев, имеющее главной целью дать евреям разные преимущества и связать евреев всей Европы, созвать особый комитет для обсуждения того, не требует ли это обстоятельство принятия каких-либо особых мер относительно русских евреев».
Член комитета министр иностранных дел граф Андрей Яковлевич Будберг высказался в пользу того, что между французскими событиями и выселением евреев нет никакой связи; но остальные члены ЕК, князь В. П. Кочубей и А. К. Чарторыжский, нашли, что ввиду исключительных условий евреям должна быть дана отсрочка и что их надо поставить «в осторожность против намерений французского правительства». Это мнение было принято императором, и вслед за тем был образован новый соответствующий Комитет в составе нескольких министров, а также князя Чарторыжского, Н. Н. Новосильцева и Ф. Ф. Чацкого.
14 сентября 1807 года был высочайше утвержден журнал Комитета об облегчении условий переселения евреев.
По ходатайству Еврейского комитета вышел указ Александра Первого от 29 декабря 1808 года (10 января 1809) в котором «до дальнейшего впредь повеления» был отменён запрет евреям жить в российских сёлах и деревнях, где они ранее содержали шинки, кабаки и постоялые дворы. Одновременно с этим был закрыт и Комитет. Упомянутый запрет для евреев вновь вступил в силу в 1823 году, а на смену упразднённому пришел новый Еврейский комитет.